# Liste der Baudenkmale in Oldenburg (Oldb) – Haarenstraße
In der Liste der Baudenkmale in Oldenburg (Oldb) – Haarenstraße stehen alle Baudenkmale der Haarenstraße in Oldenburg (Oldb). Der Stand der Liste ist das Jahr 2022.

## Allgemein
In den Spalten befinden sich folgende Informationen:
- Lage: die Adresse des Baudenkmales und die geographischen Koordinaten. Kartenansicht, um Koordinaten zu setzen. In der Kartenansicht sind Baudenkmale ohne Koordinaten mit einem roten Marker dargestellt und können in der Karte gesetzt werden. Baudenkmale ohne Bild sind mit einem blauen Marker gekennzeichnet, Baudenkmale mit Bild mit einem grünen Marker.
- Bezeichnung: Bezeichnung des Baudenkmales
- Beschreibung: die Beschreibung des Baudenkmales. Unter § 3 Abs. 2 NDSchG werden Einzeldenkmale und unter § 3 Abs. 3 NDSchG Gruppen baulicher Anlagen und deren Bestandteile ausgewiesen.
- ID: die Objekt-ID des Baudenkmales
- Bild: ein Bild des Baudenkmales, ggf. zusätzlich mit einem Link zu weiteren Fotos des Baudenkmals im Medienarchiv Wikimedia Commons. Wenn man auf das Kamerasymbol klickt, können Fotos zu Baudenkmalen aus dieser Liste hochgeladen werden:

Zurück zur Hauptliste
| Lage                                             | Bezeichnung          | Beschreibung | ID       | Bild |
| ------------------------------------------------ | -------------------- | --- | -------- | ---- |
| Haarenstraße 9 53° 8′ 26″ N, 8° 12′ 43″ O        | Wohn-/ Geschäftshaus | Giebelständiger dreigeschossiger Putzbau von zwei Achsen unter Satteldach. Im Erdgeschoss modern veränderter Ladeneinbau. Geschweifter Giebel mit hufeisenförmiger Variante eines Thermenfensters. Putzgliederung in Jugendstilformen. Im Kern 18. Jh., umgebaut 1907, Architekt L. Sievers. Um 2005/2006 restauriert. | 37464491 | BW   |
| Haarenstraße 18 53° 8′ 25″ N, 8° 12′ 39″ O       | Wohn-/ Geschäftshaus | Eckhaus zur Burgstraße. Zweigeschossiger Backsteinbau mit Putzgliederung von drei Achsen unter Mansardwalmdach. Im Erdgeschoss modern veränderter Ladeneinbau. Zwerchgiebel mit Segmentbogenabschluss und Volute. Putzgliederung: geschossteilende Gesimse, Fensterrahmungen mit Ohren, Brüstungsfelder, am Zwerchgiebel Balusterbrüstungen. Rechts zur Burgstraße vereinfacht, dort neun Achsen, zwei kleine Gaupen mit Pyramidendächern und eisernen Aufsätzen sowie rechts moderne Schleppgaupe. Erbaut 1895 durch Zimmermeister Hanenkamp. | 37420868 | BW   |
| Haarenstraße 28 53° 8′ 26″ N, 8° 12′ 36″ O       | Wohn-/ Geschäftshaus | Konzipiert zusammen mit Nr. 29 und 30. Giebelständiger dreigeschossiger Backsteinbau mit Werksteingliederung von drei Achsen unter Schopfwalmdach. Im Erdgeschoss modern veränderter Ladeneinbau. Werksteingliederung: horizontale Bänder, im 1. OG Tympana über den Fenstern, im 2. OG über dem mittleren Fenster Ädikula, am Giebel ansteigender Treppenfries. Erbaut 1891–1892, Architekt: C. Spieske. | 37464540 | BW   |
| Haarenstraße 29 53° 8′ 26″ N, 8° 12′ 36″ O       | Wohn-/ Geschäftshaus | Konzipiert zusammen mit Nr. 28 und Nr. 30. Giebelständiger dreigeschossiger Backsteinbau mit Werksteingliederung von drei Achsen unter Satteldach. Giebel gotisierend mit Auszug. Im Erdgeschoss modern veränderter Ladeneinbau. Werksteingliederung: horizontale Bänder, im 1. Obergeschoss Tympana über den Fenstern, im 2. OG über dem mittleren Fenster Ädikula, im Giebel gotisierendes zweibahniges Fenster mit sphärischem Dreieck im spitzbogigen Couronnement. Erbaut 1891–1892, Architekt: C. Spieske. | 37464562 | BW   |
| Haarenstraße 30 53° 8′ 26″ N, 8° 12′ 36″ O       | Wohn-/ Geschäftshaus | Konzipiert zusammen mit Nr. 28 und Nr. 29. Giebelständiger dreigeschossiger Backsteinbau mit Werksteingliederung von drei Achsen unter Schopfwalmdach. Im Erdgeschoss modern veränderter Ladeneinbau. Werksteingliederung: horizontale Bänder, im 1. OG Tympana über den Fenstern, im 2. OG über dem mittleren Fenster Ädikula, am Giebel ansteigender Treppenfries. Erbaut 1891–1892, Architekt: C. Spieske. | 37464584 | BW   |
| Haarenstraße 31 53° 8′ 26″ N, 8° 12′ 35″ O       | Wohn-/ Geschäftshaus | Ursprünglich giebelständiger eineinhalbgeschossiger Bau von drei Achsen unter Satteldach. Später umgebaut zum dreigeschossigen Putzbau von drei Achsen unter Walmdach mit Zwerchhaus. Im Erdgeschoss modern veränderter Ladeneinbau. Putzgliederung: geschossteilende Gesimse, Fensterrahmungen, im 2. Obergeschoss Brüstungsfelder, unter der Traufe Zahnschnitt. Auf der rechten Seite Einfahrt mit Eisentor in Jugendstilformen, wohl kurz nach 1900. Erbaut 1805, umgebaut 1881 durch Maurermeister D. Willers | 37464606 | BW   |
| Haarenstraße 32 53° 8′ 26″ N, 8° 12′ 35″ O       | Wohn-/ Geschäftshaus | Dreigeschossiger Putzbau von vier Achsen unter Walmdach. Im Erdgeschoss modern veränderter Ladeneinbau. Putzgliederung: geschossteilende Gesimse (zwischen 1. und 2. OG verkröpft), Quaderung, zwischen den Fenstern und an den Kanten Kämpfer, profiliertes Kranzgesims mit Zahnschnitt. Erbaut 1891 durch Maurermeister D. Willers. 1927 Ladeneinbau (später verändert). | 37464628 | BW   |
| Haarenstraße 38 53° 8′ 28″ N, 8° 12′ 34″ O       | Hotel                | Kopfbau am Julius-Mosen-Platz, rechte Seite zur Haarenstraße, linke Seite zur Kurwickstraße. Ursprünglich katholische Kirche, gewesteter Saalbau mit dreiseitigem Chorschluss unter Walmdach. Seit Umbau dreigeschossiger Putzbau, in jeder Polygonseite eine Fensterachse, zur Haarenstraße fünf Achsen, rechte zwei Achsen mit modernem eingeschossigen Standerker unter Balkon. Zur Kurwickstraße Hauptbau zurücktretend, hier mittig ein halbkreisförmig schließender dreigeschossiger Anbau, davor bis zur Straßenflucht jüngerer eingeschossiger Flachdachanbau. Im Erdgeschoss moderner Ladeneinbau. Putzgliederung entfernt. Erbaut 1805-1807 als katholische Kirche, Architekt: Joseph Bernhard Winck, 1877 Umbau zum „Hotel Schöneck“. | 37420888 | BW   |
| Haarenstraße 40 / 41 53° 8′ 27″ N, 8° 12′ 35″ O  | Wohn-/ Geschäftshaus | Zweigeschossiger traufständiger Backsteinbau mit Putzgliederung von fünf Achsen unter Mansarddach. Im Erdgeschoss modern veränderte Ladeneinbauten und seitlich Eingänge. Im Obergeschoss mittig polygonaler Erker, zweigeschossig ins Dach reichend, ursprünglich unter geschweifter Haube. Rechts Giebelgaupe und links Walmgaupe. Putzgliederung: geschossteilende Gesimse, Fensterrahmungen, Ädikulen, am Erker Brüstungsfelder. Erbaut 1904 durch Maurermeister Johann Heinrich Brandes. | 37464675 | BW   |
| Haarenstraße 42 53° 8′ 27″ N, 8° 12′ 36″ O       | Wohn-/ Geschäftshaus | Zweigeschossiger giebelständiger Putzbau von zwei Achsen unter Satteldach. Erdgeschoss mit modern verändertem Ladeneinbau und Eingang links. Flacher Dreiecksgiebel auf Konsolen, über dem Gesims. Putzgliederung: horizontale Fugen, Fensterrahmungen, Abschlussgesims und Profil um das Giebelfeld. Erbaut 1880. | 37464724 | BW   |
| Haarenstraße 43 / 43a 53° 8′ 27″ N, 8° 12′ 36″ O | Wohn-/ Geschäftshaus | Zweigeschossiger Putzbau von neun unregelmäßig breiten Achsen unter Walmdach. Erdgeschoss mit modern veränderten Ladeneinbauten. Putzgliederung: geschossteilende Gesimse, Fensterrahmungen und Brüstungsfelder, gerahmte Putzfelder, Kranzgesims mit Konsolen. Im Kern zwei Häuser der Mitte des 18. Jhs., um 1880 zusammengefasst und mit neuer Fassade versehen. | 37464746 | BW   |
| Haarenstraße 44 / 44a 53° 8′ 26″ N, 8° 12′ 37″ O | Wohn-/ Geschäftshaus | Doppelhaus. Dreigeschossiger Backsteinbau mit Putzgliederung von vier Achsen unter zwei Halbwalmdächern. Zwei Zwerchgiebel. Erdgeschoss mit modern veränderten Ladeneinbauten und seitlich Eingängen. Innere Fensterachsen aus doppelten Fenstern bestehend, im 2. OG gekuppelt. Putzgliederung: geschossteilende Gesimse, Fensterrahmungen, im 2. OG Brüstungsfelder, Kranzgesims. Erbaut 1898, Architekt: Carl F. Spieske. | 37464790 | BW   |
| Haarenstraße 50 53° 8′ 26″ N, 8° 12′ 39″ O       | Wohn-/ Geschäftshaus | Zweigeschossiger giebelständiger Putzbau von fünf Achsen unter Satteldach. Geschweifter Giebel in Renaissanceformen mit Ecktürmchen (ehemals von Vasen bekrönt), ehemals Obelisken und an der Spitze Auszug, dieser mit Segmentbogen abschließend. Erdgeschoss mit modern verändertem Ladeneinbau. Putzgliederung: geschossteilende Gesimse, im Erdgeschoss Quaderung, im 1. OG Ädikulen, im 2. OG und am Auszug Piaster. An der Giebelspitze Inschrifttafel: „ANNO 1889“. Erbaut 1807, neue Fassade 1889. | 37420908 | BW   |
| Haarenstraße 51 / 52 53° 8′ 26″ N, 8° 12′ 40″ O  | Wohn-/ Geschäftshaus | Doppelhaus. Dreigeschossiger traufständiger Backsteinbau mit Werksteingliederung von sechs Achsen unter Satteldach. Erdgeschoss mit modern veränderten Ladeneinbauten. Werksteingliederung: Fensterrahmungen und Ädikulen, Kranzgesims mit Konsolfries. Erbaut 1888, Architekt: Wilhelm Meyer. | 37420928 | BW   |
| Haarenstraße 56 53° 8′ 26″ N, 8° 12′ 43″ O       | Wohn-/ Geschäftshaus | Eckhaus zur Mottenstraße. Dreigeschossiger Backsteinbau mit Putzgliederung von vier Achsen zur Haarenstraße und sechs Achsen zur Mottenstraße unter Halbwalmdach. Erdgeschoss mit modern verändertem Ladeneinbau. In den beiden Obergeschossen polygonaler Eckerker unter Zwiebelhaube mit eiserner Bekrönung. Fenster zu zweit oder dritt gruppiert. Zu jeder Straße ein kleiner Zwerchgiebel. Putzgliederung: geschossteilende Gesimse, Fensterrahmungen, im ersten Obergeschoss Ädikulen, Kranzgesims. Erbaut 1896. | 37425387 | BW   |